# Ján Kalinčiak
Ján Kalinčiak (Horné Záturčie, 10 agosto 1822 – Martin, 16 giugno 1871) è stato uno scrittore e poeta slovacco.

## Biografia
Nacque in una famiglia contadina, suo padre era un pastore protestante e sua madre una nobile. Studiò a Horné Záturčie, a Necpaly, a Gemer, poi a Levoča e dal 1839 a Presburgo, l'odierna Bratislava. Per alcuni anni studiò all'università di Halle, in Germania. Lavorò come precettore e dal 1846 (grazie all'intervento di Ľudovít Štúr) come professore di filosofia e preside del liceo di Modra, subentrando a Karol Štúr. Dal 1858 al 1869 fu preside del liceo di Cieszyn nella Slesia, dove incontrò Michal Miloslav Hodža. Quando raggiunse la pensione si trasferì a Martin e divenne redattore del mensile Orol. Fu sepolto nel Cimitero nazionale di Martin.

## Attività letteraria
L'opera letteraria di Kalinčiak si inquadra nell'ambito di romanticismo slovacco. Il maggiore influsso sulla formazione letteraria dell'autore provenne dalle sue frequentazioni con la cerchia di Ľudovít Štúr, di cui era molto amico. I suoi rapporti con Štúr furono complicati, ma l'amicizia si rafforzò nel corso degli anni 1850, durante il soggiorno di Štúr a Modra. Negli ultimi anni della vita di Štúr tradusse in ceco il suo volume O národných povestiach a piesňach plemien slovanských.
Le prime opere di Kalinčiak furono pubblicate su Ústav e sul giornale manoscritto Buben. I temi principali di questi primi lavori erano l'appartenenza slava, il folklore, la letteratura, la Slovacchia. Trascrisse anche fiabe popolari slovacche e le tradusse. Inizialmente scriveva soprattutto in ceco, tuttavia nel 1843 pubblicò la prima poesia in slovacco: fu quindi fra i primi autori che scrissero nella nuova lingua.
Nelle sue opere si incontrano i profondi dilemmi di Kalinčiak e le loro soluzioni, per cui non mancano gli elementi del titanismo romantico. La sua opera può essere accostata a quella di altri poeti romantici, come Andrej Sládkovič e soprattutto Janko Kráľ.
Comunque la parte principale dei suoi scritti è costituita dalla prosa, che è la più vasta e nel contempo la più importante prosa slovacca del periodo romantico. Le sue opere hanno spesso temi autobiografici e i motivi principali sono i contrasti tra personale e impersonale, tra amore e dovere, tra la legge e la deroga per ragioni morali superiori.

### Opere

#### Poesie
- 1842 - Králův stůl ("La mensa dei re") (uscito sul giornaleTatranka)
- 1843 - V lúčivom zasadnutí 17. júna 1843 ("Nella riunione di congedo 17 giugno 1843")
- 1843 - Velebnému otcovi Slovákov Jánovi Hollému na deň jeho mena 1843 24. júna ("Al glorioso padre degli Slovacchi Ján Hollý nel giorno del suo onomastico 24 giugno 1843")
- 1846 - Bojovník ("Il combattente") (uscito sul giornale Nitra)
- 1846 - Krakoviaky ("I Cracoviani") (uscito sul giornale Nitra)
- 1846 - Márii od Jána ("A Mária da Ján") (uscito sul giornale Nitra)
- 1847 - Pozdravenie ("Un saluto") (uscito sul giornale Nitra)
- 1847 - Rada ("Il consiglio") (uscito sul giornale Nitra)
- 1847 - Moja mladosť ("La mia giovinezza") (uscito sul giornale Nitra)
- 1847 - Smutný pohrab ("Tristi esequie") (uscito sul giornale Nitra)
- Legenda o hlavatém Fríckovi ("Leggenda di Fríck il testone")
- Králik ("Il coniglio")
- Pěvec ("Il cantante")
- Šuhaj zabitý ("Il ragazzo ucciso")
- On parlera de sa gloire ("Si parlerà della sua gloria")
- Na Silvestra ("A San Silvestro"), manoscritto
- Túženie ("Brama"), manoscritto
- Triolety, manoscritto

#### Umorismo
- 1860 - Reštavrácia ("Restaurazione")

### Racconti
- 1842 - Bozkovci ("I Bozk") (uscito sul giornale Nitra)
- 1845 / 1846 - Milkov hrob ("La tomba di Milko") (uscito sul giornale Orol tatránski)
- 1845 / 1846 - Bratova ruka ("La mano del fratello") (uscito sul giornale Orol tatránski)
- 1845 / 1846 - Púť lásky ("Il pellegrinaggio d'amore") (uscito sul giornale Orol tatránski)
- 1847 / 1848 - Mládenec slovenský ("Un giovane slovacco") (uscito sul giornale Orol tatránski)
- 1847 / 1848 - Svätý Duch ("Spirito Santo") (uscito sul giornale Orol tatránski)
- 1852 - Knieža liptovské ("I principi di Liptov")  (uscito sul giornale Orol tatránski)
- 1864 - Mních ("Il monaco") (uscito sul giornale Sokol)
- 1870 - Orava (uscito sul giornale Orol)
- 1871 / 1873 - Povesti Jána Kalinčiaka ("I racconti di Ján Kalinčiak"), opera completa (7 volumi)
- Láska a pomsta ("Amore e vendetta")

### Altre opere
- 1841 - Cesta na knížecí pole ("Viaggio in un campo di libri") (uscito sul giornale Buben)
- 1841 - Poslední počestnosť spící dýmky (uscito sul giornale Buben)
- 1847 / 1848 - Serbianka ("La Serba") (uscito sul giornale Orol tatránski)
- 1862 - Vlastný životopis ("Autobiografia") (uscito sul giornale Lipa)

### Opere perdute
- Lenka Turzovna, racconto
- Matúš Trenčiansky, racconto
- Stará matka, ("La nonnina") racconto